# John FitzGibbon (1er comte de Clare)
John FitzGibbon (vers 1749 - 28 janvier 1802), est procureur général de l'Irlande de 1783 à 1789 et Lord Chancelier d'Irlande de 1789 à 1802. 
Personnage controversé de l’histoire irlandaise, il est décrit à tour à tour comme un extrémiste protestant, un fervent catholique anti-romain et un des premiers partisans de l’union politique entre l’Irlande et la Grande-Bretagne (ce qui s’est finalement produit en 1801, peu avant sa mort). Il aurait été l'un des premiers opposants aux mesures de libéralisation politique prises en faveur les catholiques romains (c'est-à-dire l'annulation de tout ou partie des confiscations diverses, des sanctions civiles infligées aux catholiques) en Irlande et en Grande-Bretagne, et le premier à suggérer à George III que le roi violerait son serment de couronnement s’il consentait à l’admission de catholiques au Parlement. 

## Jeunesse
Il est né près de Donnybrook, à Dublin, fils de John FitzGibbon et de sa femme Isabella Grove, fille de John Grove. Son père est né catholique mais s'est converti à la religion d'État afin de devenir avocat et a amassé une fortune considérable . 
Il fait ses études à Trinity College, Dublin et à Christ Church, Oxford. Il entre à la Chambre des communes irlandaise en 1778 en tant que député de l'université de Dublin et occupe ce siège jusqu'en 1783, date à laquelle il est nommé procureur général. À partir de la même année, il représente Kilmallock jusqu'en 1790. Il est nommé haut shérif du comté de Limerick pour 1782. 
Quand il est nommé Lord Chancelier pour l'Irlande en 1789, il reçoit sa première pairie en tant que baron FitzGibbon, de Lower Connello dans le comté de Limerick, dans la pairie d'Irlande. Cela ne lui donne pas le droit de siéger à la Chambre des lords britannique, mais uniquement à la Chambre des lords irlandaise. Ses dernières promotions se situent principalement dans la Pairie d'Irlande, devenant vicomte (1793) et comte de Clare en 1795. Il obtient finalement un siège à la Chambre des Lords britannique en 1799, lors de sa création comme baron FitzGibbon, de Sidbury dans le comté de Devon, dans la pairie de la Grande-Bretagne. 

## Lord Chancelier
Il est un champion renommé de la primauté protestante et un opposant à l'émancipation catholique . Il méprise la constitution populaire indépendante de 1782 du Parlement irlandais. Il est aussi personnellement et politiquement opposé à Henry Grattan qui préconise une ligne politique modérée au Parlement irlandais et est responsable de l'échec des efforts de Grattan pour réformer le système de dîme irlandaise (1787–1789) en vertu duquel les paysans non anglicans sont contraints de soutenir financièrement la minorité anglicane de l'Église d'Irlande. Celles-ci ne sont complètement abrogées qu'en 1869 (année de la disparition définitive de l'Église d'Irlande), bien que les dîmes irlandaises soient commuées après la guerre des dîmes (1831-1836). 
Il s'oppose personnellement à l'Irish Catholic Relief Act de 1793, mais en recommande apparemment son acceptation à la Chambre des lords. Il y est forcé car cette loi a été recommandée à l'exécutif irlandais par le Cabinet britannique dirigé par William Pitt le Jeune. Celui-ci s'attend à ce que l'Irlande se conforme à la loi britannique sur le soulagement des catholiques romains de 1791 et permette aux catholiques de voter à nouveau et d'occuper des postes publics. Dans le même temps, FitzGibbon dénonce apparemment la politique incarnée par cette loi. Ses propres convictions et principes sont contraires à ses obligations en tant que membre de l'exécutif irlandais de l'époque. 
Le rôle de FitzGibbon dans le rappel, peu de temps après son arrivée, du populaire Lord lieutenant d'Irlande pro-émancipation, William Fitzwilliam est discutable. Bien que FitzGibbon soit probablement opposé politiquement au Lord Lieutenant d'Irlande, Fitzwilliam a apparemment été rappelé, en raison de ses propres erreurs. Il est connu pour être un ami de la famille Ponsonby (il est marié à une de leurs filles) et est généralement un libéral, partisan de Charles James Fox. Son association étroite avec les whigs irlandais, dirigés par Grattan et Ponsonby, pendant son bref mandat, ainsi que son soutien présumé à une émancipation catholique menée d'une manière non autorisée par le cabinet britannique est probablement à l'origine de son rappel. Ainsi, si l'épisode de Fitzwilliam est de courte durée, c'est de la faute d'Henry Grattan et les frères Ponsonby - vraisemblablement William Ponsonby, et son frère John Ponsonby - sans oublier Lord Fitzwilliam lui-même. Les catholiques irlandais à l'époque et plus tard ont naturellement vu les choses très différemment et ont blâmé les protestants extrémistes tels que FitzGibbon. 
Ironiquement, les catholiques irlandais et FitzGibbon conviennent d'un point apparemment : l'union politique et économique irlandaise avec la Grande-Bretagne (qui a finalement eu lieu en 1801). Pitt a voulu l'union avec l'Irlande concomitamment avec l'émancipation catholique, la commutation des dîmes et la dotation du sacerdoce irlandais catholique. La plupart des protestants irlandais radicaux, ainsi que des libéraux tels que Grattan, s'opposent à l'Union. FitzGibbon est un fervent partisan de l'Union depuis 1793, mais refuse toute émancipation catholique avec celle-ci. 
En fin de compte, les vues de FitzGibbon l'emportent, ce qui mène l'Union irlandaise avec la Grande-Bretagne pour former le Royaume-Uni de Grande-Bretagne et l'Irlande sans aucun privilège supplémentaire pour la majorité catholique irlandaise. FitzGibbon affirme plus tard qu'il a été dupé par la manière dont la loi a été adoptée (par le nouveau vice-roi Charles Cornwallis promettant des réformes aux catholiques irlandais) et s'est farouchement opposé à toute concession pendant le court reste de sa vie. 

## Rébellion Irlandaise de 1798
Le rôle de FitzGibbon en tant que Lord Chancelier d'Irlande pendant la période de rébellion de 1798 est discutable. Selon certains, il soutient une politique intransigeante qui utilise la torture, le meurtre et le massacre pour écraser la rébellion, car en tant que chancelier, il a une influence considérable sur les affaires militaires et que la loi martiale ne pouvait être imposée sans son consentement. D'autres allèguent qu'en tant que Lord chancelier, il n'a aucune influence dans les affaires militaires. 
Contrairement à la clémence dont il fait preuve envers les dirigeants majoritairement de la haute classe, tout le poids de la répression militaire est infligé au peuple tout au long des années 1797-1798 avec des milliers de personnes incarcérées, torturées, transportées et tuées. Fitzgibbon est enclin à ne pas craindre les rebelles et, en octobre 1798, il exprime son dégoût qu'après la capture de Theobald Wolfe Tone on lui ait accordé un procès, alors que sa conviction est que Tone aurait dû être pendu dès sa capture . 
Il s'empresse de reconnaître que le sectarisme est un allié utile pour diviser les rebelles et empêcher les Irlandais unis d'atteindre leur objectif d'unir protestant, catholique et dissident, en écrivant en juin 1798; « Dans le Nord, rien n’empêchera les rebelles de rester silencieux, mais la conviction que, là où la trahison a éclaté, la rébellion n’est que pure forme », a-t-il ajouté.  

## Sources
- Acte irlandais d'Union - Patrick M. Geoghegan (2001)
- Volley of Execrations: Les lettres et papiers de John Fitzgibbon, comte de Clare, 1772-1802, édité par DA Fleming et APW Malcomson. (2004)
- Dictionary of National Biography